# Тейлор, Мешак
Мешак Тейлор (англ. Meshach Taylor; 11 апреля 1947, Бостон — 28 июня 2014, Алтадина, Калифорния) — американский актёр.
Широкую известность получил за роль Энтони Бувье в телесериале канала CBS «Создавая женщину» (1986—1993), за что был выдвинут на премию Эмми в номинации «лучший актёр второго плана комедийного сериала».
Также известен по роли Голливуда Монтроза в фильме 1987 года «Манекен» и в его сиквеле 1991 года. Кроме того, сыграл роли Шелдона Байлора в телесериале канала CBS Мир Дэйва (1993—1997), роль Тони в сериале канала NBC «Буффало Билл» и Аластера Райта в ситкоме Рассекреченное руководство Неда по выживанию в школе.

## Ранние годы
Тейлор родился в городе Бостон, штат Массачусетс в семье Герды Мэй (в девичестве Уорд) и Джозефа Тейлора, бывшего декана университета Дилларда в Новом Орлеане и первого декана университета штата Индиана в Индианополисе.
После переезда семьи из Нового Орлеана в Индианаполис, Тейлор в 1964 году окончил старшую школу Криспус Аттокс, где проявлял интерес к актёрскому мастерству. Он и продолжил обучение по программам сценического искусство в колледже Уилмингтон (Огайо) и Флоридском университете A&M. Оставив обучение во Флоридском университете, Тейлор работал репортёром Законодательного собрания штата на радиостанции WIFE под псевдонимом Брюс Томас и ведущим программы по связям с общественностью на телеканале WLWI, под псевдонимом Брюс Тейлор. В мае 1993 года он окончил Флоридский университет получив степень бакалавра по театральному искусству.

## Театральная карьера
Первое профессиональное выступление Тейлора состоялось в национальном туре мюзикла «Волосы». Он получал актёрский опыт в репертуарных театрах: труппах чикагского театра Гудмана и Organic Theater вместе с Джо Мантенья, Андре Дешилдсом, Деннисом Францем, Китом Шарабайкой, Джеком Уоллесом и режиссёром Стюартом Гордоном.
Находясь в Чикаго, он участвовал в постановке Дэвида Рэйба «Неудачники» и «Родной сын» (был удостоен номинации на премию Джозефа Джефферсона в 1979 году в номинации лучший актёр в главной роли), «Остров (пьеса)» и «Сизве Банзи мертв» режиссёра Атола Фугарда, за что он получил премию Джозефа Джефферсона 1977 года в номинации лучший актёр в главной роли.
Был удостоен премии «Эмми» за роль Джима в постановке WTTW «Гекльберри Финна» и вёл чикагское телешоу «Чёрная жизнь». В 1998 году Тейлор дебютировал на Бродвее в роли Люмьера в спектакле «Красавица и чудовище», где он играл вместе с Тони Брэкстон. В сентябре 2012 года появился в спектакле «Год Кролика» в лос-анджелесском Ensemble Studio Theater-LA в роли ветерана Вьетнама Джей Си Бриджеса.

## Кино и телевидение
В 1977 году Мешак переехал в Лос-Анджелес, где сыграл несколько запоминающихся ролей в кино и на телевидении, включая роль в сериале канал CBS «Создавая женщину», за которую был номинирован на премию «Эмми». Тейлор сыграл Энтони Бувье, курьера в фирме дизайна интерьеров «Sugarbaker» из Атланты, штат Джорджия. В 1989 году Тейлор был номинирован на премию «Эмми» за лучшую мужскую роль второго плана в комедийном сериале. В мае 1981 года он сыграл роль санитара в заключительной серии девятого сезона сериала «МЭШ» «Жизнь, которую вы спасаете».
С 1993 по 1997 год играл роль пластического хирурга Шелдона Бэйлора в сериале «Мир Дэйва», учителя истории Аластера Райта в сериале Nickelodeon «Рассекреченное руководство Неда по выживанию в школе» (2004—2007) и телесериале канала NBC «Буффало Билл».
В 1996 году Тейлор запустил собственный сериал на канале HGTV «The Urban Gardener with Meshach Taylor», а в 1998 году был ведущим травелога «Meshach Taylor’s Hidden Caribbean» на канале Travel Channel. С 2000 года был постоянным участником телеигры «Говорить правду». В 2008 году стал одним из организаторов телеигры Living Live! с Флоренс Хендерсон на канале Retirement Living TV, пока программа не была перезапущена под названием «Шоу Флоренс Хендерсон».
Дружил с актером Джо Мантенья, вместе с которым играл в мюзикле «Волосы». В серии «The Fallen» восьмого сезона «Мыслить как преступник» сыграл роль Харрисона Скотта. В январе 2014 года года повторил  ту роль в фильме «Дорога домой», который вышел в эфир 22 января 2014 года, за пять месяцев до смерти Тейлора. Серия «Anonymous» десятого сезона «Мыслить как преступник» была посвящена памяти Тейлора.

## Личная жизнь
В 1983 году Тейлор женился на актрисе Бьянке Фергюсон. У них было трое детей, и также ребёнок Бьянки от первого брака. Три дочери Тамар, Эсме, Ясмина и сын Тарик и четверо внуков.
Умер 28 июня 2014 года от рака толстого кишечника в своём доме в Алтадина, штат Калифорния. Его пережили жена, четверо детей, его мать Герта Уорд Тейлор, двое братьев и четверо внуков. Поминальная служба прошла 6 июля 2014 года в мемориальном парке Форест-Лаун в Голливуд-Хиллз.

## Фильмография
| Год       | Название                                  | Роль                           | Примечания |
| --------- | ----------------------------------------- | ------------------------------ | --- |
| 1978      | Омен 2: Дэмиен                            | доктор Кейн                    | |
| 1978      | Stony Island                              | Aldeman's Yes-Man              | |
| 1981      | Вой                                       | Shantz                         | |
| 1982      | The Beast Within                          | Deputy Herbert                 | |
| 1982      | Стрижка                                   | Сэм                            | |
| 1985      | Explorers                                 | Gordon Miller                  | |
| 1985      | Предостережение                           | Видеотехник №2                 | |
| 1985      | What's Happening Now!!                    | Buddy Carlton                  | повторяющаяся роль (сезон 1–2); 2 серии |
| 1985      | Золотые девочки                           | Полицейский                    | |
| 1986      | One More Saturday Night                   | Bill Neal                      | |
| 1986      | Inside Out                                | Freddy                         | |
| 1986–1993 | Создавая женщину                          | Энтони Бувье                   | повторяющаяся роль (сезон 1–2), главная роль (сезон 3–7); 152 серии номинация на премию «Эмми» за лучшую мужскую роль второго плана в комедийном телесериале (1989) |
| 1987      | Манекен                                   | Голливуд Монтроуз              | |
| 1987      | The Allnighter                            | Hotel Detective Philip         | |
| 1987      | House of Games                            | Mr. Dean                       | |
| 1988      | Kid Safe: The Video                       | Marty                          | Короткометражный фильм |
| 1990      | Ultra Warrior                             | Elijah                         | |
| 1991      | Манекен в движении                        | Голливуд Монтроуз / привратник | |
| 1992      | Class Act                                 | Duncan's Dad                   | |
| 1992      | In The Heat Of The Night                  | Tyler Corbin                   | |
| 1993      | Double, Double, Toil and Trouble          | Mr. N                          | |
| 1993–1997 | Dave's World                              | Shel Baylor                    | главная роль (97 серии) |
| 1997      | The Right Connections                     | Lionel Clark                   | |
| 1998      | The Secret of NIMH 2: Timmy to the Rescue | Cecil                          | озвучивание, прямо на видео |
| 2000      | Jacks or Better                           | Ron                            | |
| 2000      | Статический шок                           | Доктор Харрис                  | озвучивание, серия: "Aftershock" |
| 2001      | Friends & Family                          | Bruno                          | |
| 2004–2007 | Ned's Declassified School Survival Guide  | Mr. Wright                     | повторяющаяся роль (23 серии) |
| 2010      | Wigger                                    | Charles Pruitt                 | |
| 2010      | Tranced                                   | Cabbie                         | |
| 2011      | Hyenas                                    | Crazy Briggs                   | |
| 2012      | Джесси                                    | Grimm Haloran                  | серия: "The Whining" |
| 2012–2014 | Мыслить как преступник                    | Гаррисон Скотт                 | 2 серии; последняя роль |